# Parkerville (Kansas)
Pour les articles homonymes, voir Parkerville.
Parkerville est une ville américaine située dans le comté de Morris, au Kansas. Selon le recensement de 2020, sa population est de 46 habitants.